# Brønderslev Provsti
| Aalborg Vestre Provsti                                     | Aalborg Vestre Provsti          |
| ---------------------------------------------------------- | ------------------------------- |
| Staat                                                      | Dänemark                        |
| Region                                                     | Nordjylland                     |
| Kommune(n)                                                 | Brønderslev                     |
| Bistum (Stift)                                             | Aalborg                         |
| Gemeinden (Pastorater)                                     | 9                               |
| Kirchspielgemeinden (Sogne)                                | 20                              |
| Pröpstin (Provst)                                          | Lise Lundgreen                  |
| Bevölkerung                                                | 36.136 (2021)                   |
| Mitglieder der Folkekirken                                 | 31.194 (2021)                   |
| Anteil an der Gesamtbevölkerung:                           | ca. 86,3 %                      |
| Website                                                    | https://broenderslevprovsti.dk/ |
|                                                            |                                 |
| Lage der Brønderslev Provsti (rot) im Aalborg Stift (weiß) |                                 |

Die Brønderslev Provsti ist eine Propstei der evangelisch-lutherischen Volkskirche Dänemarks (Folkekirken) im Bistum Aalborg in Norddänemark. Sie umfasst das Gebiet der Brønderslev Kommune. In dem Gebiet gibt es insgesamt 21 Kirchen, aufgeteilt auf 9 Gemeinden (Pastorater), Pröpstin ist Lise Lundgreen.

## Kirchspielgemeinden (Sogne)
Folgende 20 Kirchspielgemeinden bilden zusammen die Brønderslev Provsti:
- Agersted Sogn
- Asaa Sogn
- Brønderslev Sogn
- Dorf Sogn
- Dronninglund Sogn
- Hallund Sogn
- Hellevad Sogn
- Hellum Sogn
- Hjallerup Sogn
- Jerslev Sogn
- Melholt Sogn
- Mylund Sogn
- Serritslev Sogn
- Stenum Sogn
- Tise Sogn
- Tolstrup Sogn
- Voer Sogn
- Ørum Sogn
- Øster Brønderslev Sogn
- Øster Hjermitslev Sogn

## Gemeinden (Pastorater)
Die 20 Kirchspiele sind in folgende 9 Gemeinden aufgeteilt:
- Asaa-Melholt Pastorat
- Brønderslev-Serritslev Pastorat
- Dronninglund Pastorat
- Hellevad-Ørum Pastorat
- Hjallerup Pastorat
- Jerslev-Hellum Pastorat
- Tolstrup-Stenum-Tise Pastorat
- Voer-Agersted Pastorat
- Øster Brønderslev-Hallund Pastorat